# 曹瀚結
曹瀚結（韓語：조한결，2002年9月10日—），又譯曹杆決、趙漢傑，韓國男演員。

## 影視作品

### 劇集
| 年份 | 播放平台   | 劇名                     | 角色        | 備註 |
| 2020 | YouTube    | 《讓我從地球上消失》     | 曹瀚結      | 主演 |
| 2021 | KBS1       | 《暖暖黃昏下》           | 任獻        | 配角 |
| 2022 | KBS2       | 《魔咒的戀人》           | 趙章根      | 配角 |
| 2023 | Heavenly   | 《愛情實習中》           | 鄭河藍      | 主演 |
| 2023 | WHYNOT     | 《藍色的溫度》           | 水赫        | 主演 |
| 2023 | SPC Samlip | 《東洙超市》             | 金東洙      | 主演 |
| 2024 | SBS        | 《聯結》                 | 張在京      | 少年 |
| 2024 | JTBC       | 《浪漫這一家》           | 孫亨基      | 配角 |
| 2025 | SBS        | 《鬼宮》                 | 螭龍畢比    | 配角 |
| 2025 | SBS        | 《TRY：我們成為奇蹟》    | 姜太風      | 配角 |
| 2026 | tvN        | 《Miss Undercover Boss》 | 阿爾伯特·吳 | 主演 |

### 話劇
| 年份 | 劇目              |
| 2022 | 《Almost, Maine》 |

### 音樂錄影帶
| 日期           | 歌曲名稱 | 歌手   |
| 2020年08月08日 | 《雨聲》 | 尹度玹 |

## 外部連結
- 官方网站
- 曹瀚結的Instagram帳戶
- 曹瀚結在NAVER上的资料
- 曹瀚結在Daum上的资料
- 曹瀚結在韩国电影数据库（KMDb）上的資料（韓語）
- 曹瀚結在互联网电影资料库（IMDb）上的資料（英文）
- 曹瀚結在HanCinema的頁面（英文）